# 460 a. C.
El año 460 a. C. fue un año del calendario romano prejuliano. En el Imperio romano se conocía como el Año del consulado de Poplícola y Sabino (o menos frecuentemente, año 294 Ab urbe condita).

## Acontecimientos

### República Romana
- Muerte del cónsul Publio Valerio, combatiendo contra los esclavos sublevados, que se habían apoderado del Capitolio.

### Península ibérica
- Empieza a acuñarse moneda de plata en Ampurias.

## Nacimientos
- Critias, sofista griego (m. 403 a. C.)
- Democrito, filósofo griego
- Hipócrates, médico griego (m. 370 a. C.)
- Tucídides, historiador griego (m. 396 a. C.)

## Arte y literatura
- Templo de Poseidón en Paestum.